# Усохи (Крупський район)
Усохи (біл. вёска Усохі) — село в складі Крупського району Мінської області, Білорусь. Село підпорядковане Крупській сільській раді, розташоване в східній частині області.